# Yours Truly
| Совокупная оценка    | Совокупная оценка |
| Источник             | Оценка            |
| -------------------- | ----------------- |
| Metacritic           | 81/100            |
| Оценки критиков      |                   |
| Источник             | Оценка            |
| AbsolutePunk         | 70%               |
| AllMusic             | [ 3 ]             |
| Billboard            | 86/100            |
| Digital Spy          | [ 5 ]             |
| Entertainment Weekly | A-                |
| Los Angeles Times    | [ 7 ]             |
| The Michigan Daily   | B                 |
| New York Daily News  | [ 9 ]             |
| Pitchfork            | 6.5/10            |
| PopMatters           | [ 11 ]            |

Yours Truly (с англ. — «Искренне твоя») — дебютный студийный альбом американской актрисы и певицы Арианы Гранде. Был выпущен 30 августа 2013 года на лейбле Republic Records. Основной жанр пластинки — R&B, на который Ариану вдохновили такие исполнительницы, как Уитни Хьюстон, Кристина Агилера и Мэрайя Кэри, а также Эми Уайнхаус. Гранде описывает первую часть альбома как «возвращение» R&B эпохи 1990-х годов, а вторую как «очень уникальную и особенную». В стандартную версию пластинки входят двенадцать треков, а в делюкс-издании есть испанская версия трека «The Way». Для альбома Ариана была соавтором для пяти композиций. Альбом дебютировал на вершине американского чарта Billboard 200, продав за первую неделю более 138 000 экземпляров. Это сделало Гранде пятнадцатой исполнительницей, когда-либо дебютировавшей на первом месте в США со своим дебютным альбомом. Альбом был сертифицирован Американской ассоциацией звукозаписывающей индустрии (RIAA) как платиновый. Он также вошёл в десятку лучших в Австралии, Канаде, Дании, Ирландии, Японии, Нидерландах и Соединенном Королевстве. Альбом был представлен в чартах Billboard 200 на конец года как в 2013, так и в 2014 годах.

## Написание и концепция
Запись альбома началась в августе 2010 года, когда Ариана была задействована в телесериале «Виктория-победительница» в одной из главных ролей. В сентябре 2010 года стало известно, что для альбома Гранде написала порядка двадцати песен, но список урезали до тринадцати. Первый сингл — «Put Your Hearts Up» был выпущен 12 декабря 2011 года. Песня была настроена под подростковую аудиторию певицы. В интервью 2012 года Ариана описала альбом как «музыку 50-х, 60-х годов прошлого века». Также она объявила, что до релиза пластинки будет выпущено ещё два сингла, один из которых называется «Do You Love Me?», и назвала несколько других песен, которые также войдут в альбом: «Honeymoon Avenue», «Voodoo Love», «Daydreamin», «Boyfriend Material», «You’re My Only Shorty» (кавер Деми Ловато) и «Tattooed Heart».
В начале 2013 года лейбл Арианы высказал своё недовольство в адрес пластинки, и жалоба была принята. Во время интервью Гранде сказала, что недовольна своим синглом «Put Your Hearts Up», и не заинтересована в данном музыкальном жанре. Она объяснила, что хотела бы выпускать музыку, которая более близка к ней. Игги Азалия отклонила предложение Арианы сотрудничать с ней, но всё же в 2014 году они записали песню для второй пластинки Гранде. Оригинальное название альбома — «Daydreamin».

## Синглы
«The Way» дебютировал в свет 26 марта 2013 года как официальный лид-сингл с альбома. Песня заняла 10 позицию в Billboard Hot 100, и получила платиновый статус в США.
«Baby I» вышел 22 июля 2013 года как второй сингл с альбома. Песня попала на 21 строчку Billboard Hot 100, и в первую неделю продалась тиражом в 141 000 копий.
«Right There» был выпущен 6 августа 2013 года как последний официальный сингл с альбома. Песня заняла 84 место в Billboard Hot 100. На радио впервые появилась 10 сентября того же года.

## Список композиций
Standard Edition
1. «Honeymoon Avenue»
2. «Baby I»
3. «Right There» (совместно с Биг Шоном)
4. «Tattooed Heart»
5. «Lovin' It»
6. «Piano»
7. «Daydreamin'»
8. «The Way» (совместно с Маком Миллером)
9. «You’ll Never Know»
10. «Almost Is Never Enough» (с Нэтаном Сайксом из The Wanted)
11. «Popular Song» (с Mika)
12. «Better Left Unsaid»

iTunes Edition:
1. «Honeymoon Avenue»
2. «Baby I»
3. «Right There» (совместно с Биг Шоном)
4. «Tattooed Heart»
5. «Lovin' It»
6. «Piano»
7. «Daydreamin'»
8. «The Way» (совместно с Маком Миллером)
9. «You’ll Never Know»
10. «Almost Is Never Enough» (с Нэтаном Сайксом из The Wanted)
11. «Popular Song» (с Mika)
12. «Better Left Unsaid»
13. «The Way» (Spanglish Version) (совместно с Маком Миллером)

Latin America Edition:
1. «Honeymoon Avenue»
2. «Baby I»
3. «Right There» (совместно с Биг Шоном)
4. «Tattooed Heart»
5. «Lovin' It»
6. «Piano»
7. «Daydreamin'»
8. «The Way» (совместно с Маком Миллером)
9. «You’ll Never Know»
10. «Almost Is Never Enough» (с Нэтаном Сайксом из The Wanted)
11. «Popular Song» (с Mika)
12. «Better Left Unsaid»
13. «The Way» (Spanglish Version) (совместно с Маком Миллером)
14. «The Way» (Spanglish Version) (совместно с Джеем Бальвином)

Japanese Edition:
1. «Honeymoon Avenue»
2. «Baby I»
3. «Right There» (совместно с Биг Шоном)
4. «Tattooed Heart»
5. «Lovin' It»
6. «Piano»
7. «Daydreamin'»
8. «The Way» (совместно с Маком Миллером)
9. «You’ll Never Know»
10. «Almost Is Never Enough» (с Нэтаном Сайксом из The Wanted)
11. «Popular Song» (с Mika)
12. «Better Left Unsaid»
13. «The Way» (Jody Den Broeder Radio Mix) (совместно с Маком Миллером)
14. «Baby I» (Cosmic Dawn Radio Mix)
15. «Right There» (7th Heaven Radio Mix) (совместно с Биг Шоном)

Tenth Anniversary Edition:
1. «Honeymoon Avenue»
2. «Baby I»
3. «Right There» (совместно с Биг Шоном)
4. «Tattooed Heart»
5. «Lovin' It»
6. «Piano»
7. «Daydreamin'»
8. «The Way» (совместно с Маком Миллером)
9. «You’ll Never Know»
10. «Almost Is Never Enough» (с Нэтаном Сайксом из The Wanted)
11. «Popular Song» (с Mika)
12. «Better Left Unsaid»
13. «The Way» (Spanglish Version) (совместно с Маком Миллером)
14. «Honeymoon Avenue» (Live From London)
15. «Daydreamin'» (Live From London)
16. «Baby I» (Live From London)
17. «Tattooed Heart» (Live From London»
18. «Right There» (Live From London) (совместно с Биг Шоном)
19. «The Way» (Live From London) (совместно с Маком Миллером)

## Чарты
| Чарт (2013-14)                   | Высшая позиция |
| -------------------------------- | -------------- |
| Австралия (ARIA)                 | 6              |
| Австрия (Ö3 Austria)             | 53             |
| Бельгия/Фландрия (Ultratop)      | 62             |
| Бельгия/Валлония (Ultratop)      | 82             |
| Канада (Canadian Albums Chart)   | 2              |
| Chinese Albums (Sino Chart)      | 27             |
| Дания (Hitlisten)                | 10             |
| Нидерланды (Album Top 100)       | 5              |
| Франция (SNEP)                   | 183            |
| Greek Albums (IFPI)              | 31             |
| Ирландия (IRMA)                  | 6              |
| Япония (Oricon)                  | 3              |
| Mexican Albums (AMPROFON)        | 39             |
| Новая Зеландия (RMNZ)            | 11             |
| Норвегия (VG-lista)              | 33             |
| Швейцария (Schweizer Hitparade)  | 57             |
| Великобритания (UK Albums Chart) | 7              |
| UK R&B Albums (OCC)              | 2              |
| США (Billboard 200)              | 1              |
| США (Billboard Digital Albums)   | 1              |

| Чарт (2013)      | Позиция |
| ---------------- | ------- |
| US Billboard 200 | 106     |

| Чарт (2014)              | Позиция |
| ------------------------ | ------- |
| Japanese Albums (Oricon) | 42      |
| US Billboard 200         | 68      |

## Сертификации
| Регион | Сертификация | Продажи |
| --- | ------------ | ------- |
| Канада (Music Canada) | Платиновый   | 80 000  |
| Япония (RIAJ) | Золотой      | 125,000 |
| Норвегия (IFPI Norway) | Золотой      | 10 000* |
| Польша (ZPAV) | Золотой      | 10 000  |
| Великобритания (BPI) | Золотой      | 88,870  |
| США (RIAA) | Платиновый   | 615,000 |
| * Данные о продажах приведены только на основе сертификации. · Данные о продажах + прослушиваниях приведены только на основе сертификации. |              |         |